# Circuito resistivo
Un circuito resistivo è un circuito elettrico formato da una o più sorgenti di alimentazione e da soli elementi resistivi passivi (come resistori o resistenze), privo di componenti attivi quali transistor o amplificatori nonché di elementi reattivi come induttori o condensatori. In tali circuiti, la corrente elettrica percorre i resistori e viene dissipata principalmente sotto forma di calore, a causa della resistenza elettrica offerta dai componenti.
I circuiti resistivi trovano impiego in numerose applicazioni, tra cui la limitazione della corrente, la protezione dei componenti elettronici, la divisione di tensione e la carica delle batterie. Inoltre, sono utilizzati nella modellizzazione di sistemi elettrici per l’analisi di circuiti più complessi. 
Il circuito resistivo elementare consiste in una sorgente di alimentazione collegata a un resistore. In questo circuito, la corrente elettrica attraversa il resistore, generando una caduta di tensione ai suoi capi. La prima legge di Ohm descrive la relazione tra le grandezze fisiche fondamentali del circuito, secondo la seguente formula:
{\displaystyle I={\frac {\operatorname {V} }{\operatorname {R} }}}
dove:
- I è la corrente in ampere (A).
- V è la tensione in volt (V).
- R è la resistenza in ohm (Ω).

In un circuito resistivo è fondamentale considerare la caduta di tensione attraverso ciascun resistore e la loro configurazione, che può essere in serie o in parallelo, al fine di determinare la corrente totale e la tensione complessiva nel circuito.

## Calcolo dell'intensità di corrente con generatore di tensione DC

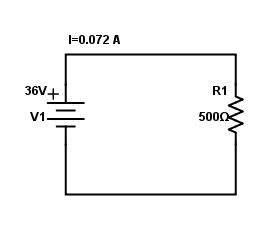
Esempio di circuito resistivo. L'intensità di corrente nel circuito è pari a 0,072 ampere, calcolata come il rapporto tra la tensione del generatore e la resistenza del resistore: 36 V / 500 Ω = 0,072 A.

Per calcolare l'intensità di corrente che attraversa ciascun componente in un circuito resistivo, si applica la Legge di Ohm, la quale stabilisce che l'intensità di corrente I è pari al rapporto tra la tensione V ai capi del componente e la sua resistenza R:
{\displaystyle I={\frac {\operatorname {V} }{\operatorname {R} }}}

## Calcolo dell'intensità di corrente con generatore di tensione DC e termistore
In un termistore, l'intensità di corrente varia in funzione della temperatura, che determina una modifica della resistenza del componente stesso. In particolare, nei circuiti resistivi con termistori di tipo NTC (Negative Temperature Coefficient), l'aumento della temperatura comporta una diminuzione della resistenza e, quindi, un aumento dell'intensità di corrente. Al contrario, nei termistori PTC (Positive Temperature Coefficient), l'incremento della temperatura provoca un aumento della resistenza e una conseguente diminuzione della corrente. Per classificare un termistore come NTC o PTC si calcola il coefficiente di temperatura della resistenza (TCR, Temperature Coefficient of Resistance): un valore positivo identifica un termistore PTC, mentre un valore negativo indica un termistore NTC.

## Calcolo della potenza dissipata da un resistore in un circuito resistivo con generatore di tensione DC

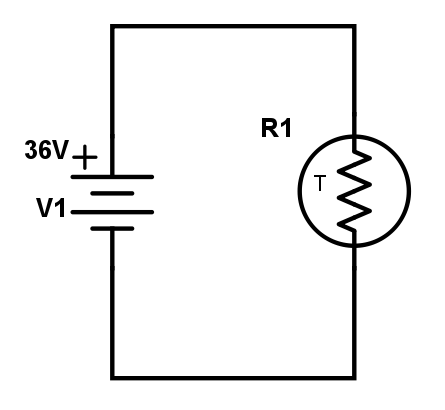
Circuito resistivo con generatore di tensione e termistore. La potenza dissipata dal resistore R1 è di circa 2,81 Watt, calcolata come 500 Ω × (0,072 A)^{2} = 2,81 W.

La potenza elettrica {\displaystyle P} dissipata da un resistore in un circuito resistivo si calcola moltiplicando la resistenza {\displaystyle R} per il quadrato dell'intensità di corrente {\displaystyle I} che lo attraversa:
{\displaystyle P_{dissipata}=R\cdot I^{2}}
Questa espressione deriva dalla definizione di potenza elettrica, data dalla formula {\displaystyle P=V\cdot I}. Sostituendo la tensione {\displaystyle V} con il prodotto della corrente e della resistenza, secondo la prima legge di Ohm ({\displaystyle V=I\cdot R}), si ottiene la formula precedente. In modo analogo, sostituendo la corrente {\displaystyle I} con il rapporto tra tensione e resistenza ({\displaystyle I=V/R}), è possibile esprimere la potenza come:
{\displaystyle P_{dissipata}={\frac {V^{2}}{R}}} 

## Intensità di corrente in un circuito con generatore di tensione AC
In un circuito resistivo alimentato da un generatore di tensione alternata (AC), la tensione varia nel tempo seguendo un'onda sinusoidale, caratterizzata da frequenza e ampiezza specifiche. Di conseguenza, anche l'intensità di corrente nel circuito assume un andamento sinusoidale con la stessa frequenza.
Quando la resistenza del circuito è maggiore di 1 Ω, l'ampiezza (valore massimo) dell'onda della corrente risulta inferiore a quella della tensione. Se la resistenza è esattamente pari a 1 Ω, le ampiezze di corrente e tensione sono uguali. Infine, se la resistenza è inferiore a 1 Ω, l'ampiezza della corrente supera quella della tensione. 